# カギヅメピンノ
カギヅメピンノ（Pinnotheres pholadis）は、十脚目カクレガニ科のカニ。カクレガニ科のなかではオオシロピンノと並んで日本でもっとも普通に見られる。和名について、カギツメピンノとする文献もある。

## 分布
東京湾、伊勢湾、長崎県、フィリピン、タイランド湾。2003年には駿河湾からも報告された。

## 形態
殻長13ミリ、殻幅13.5ミリ。甲殻は丸みを帯びた四角い形状で、前方に強く下垂する。額は下方に突き出し、上面からは見えない。第四歩脚は他の歩脚に比べ明らかに小さい。各歩脚の指節は短く、鋭い鉤爪を形成する。

## 生態
二枚貝の外套腔に片利共生する。宿主としてはバカガイ、シオフキ、アズマニシキ、ヒオウギガイ、イタヤガイ、マガキ、イタボガキ、イガイ、ムラサキイガイなどが知られている。また、ウミタケに付着することもある。1938年 - 1939年に柳川町（現・柳川市）で行われた調査によると、この地ではシオフキに対する本種の寄生頻度が極めて大きい（2月で38％、8月で66%）。
潮間帯の二枚貝に共生するのみならず、水深約300メートルの海底からも発見されている。東京海洋大学の神鷹丸が駿河湾の海底をドレッジで調査したところ、二枚貝を伴わず単独で採取された。